# Ryan Key
William Ryan Key, född 17 december 1979 i Jacksonville, Florida, är sångare och gitarrist i rockbandet Yellowcard. Han var under en kort period även medlem i bandet Craig's Brother.

## Diskografi
Med Yellowcard
- Still Standing (EP) (2000)
- One for the Kids (2001)
- The Underdog EP (2002)
- Ocean Avenue (2003)
- Lights and Sounds (2006)
- Paper Walls (2007)
- Live from Las Vegas at the Palms (2008)
- When You're Through Thinking, Say Yes (2011)
- Southern Air (2012)
- Ocean Avenue Acoustic (2013)
- Lift a Sail (2014)
- Yellowcard (2016)

Soloalbum
- Thirteen (2018)
- Virtue (2018)

Som bidragande musiker (urval)
- Inspection 12 – The Home EP (2000) (basgitarr, bakgrundssång)
- Inspection 12 – Get Rad (2003) (sång på "Nothing to Lose")
- Stole Your Woman – In Your Box (2004) (sång på "Lights Out")
- Like Torches – Keep Your Head High (2013) (sång på "Missing It All")
- Like Torches – Shelter (2016) (gitarr)